# Mistrzostwa Świata w Lekkoatletyce 2023 – rzut młotem mężczyzn
Rzut młotem mężczyzn – jedna z konkurencji technicznych rozgrywanych podczas lekkoatletycznych mistrzostw świata na Nemzeti Atlétikai Központ w Budapeszcie.
Tytułu mistrzowskiego z 2022 nie obronił Paweł Fajdek.

## Terminarz
Źródło: worldathletics.org.
| Data        | Godzina |                      |
| ----------- | ------- | -------------------- |
| 19 sierpnia | 13:00   | Kwalifikacje (gr. A) |
| 19 sierpnia | 14:45   | Kwalifikacje (gr. B) |
| 20 sierpnia | 17:52   | Finał                |

## Rekordy
Tabela prezentuje rekord świata, rekord mistrzostw świata, rekordy kontynentów oraz najlepszy wynik na listach światowych w sezonie 2023 przed rozpoczęciem mistrzostw.
|                            | Zawodnik                | Wynik | Miejsce   | Data                  |
| -------------------------- | ----------------------- | ----- | --------- | --------------------- |
| Rekord świata              | Jurij Siedych           | 86,74 | Stuttgart | 30 sierpnia 1986(dts) |
| Rekord mistrzostw świata   | Iwan Cichan             | 83,63 | Helsinki  | 8 sierpnia 2005(dts)  |
| Rekord Afryki              | Mostafa Hicham Al-Gamal | 81,27 | Kair      | 21 marca 2014(dts)    |
| Rekord Ameryki Północnej   | Rudy Winkler            | 82,71 | Eugene    | 20 czerwca 2021(dts)  |
| Rekord Ameryki Południowej | Wagner Domingos         | 78,63 | Celje     | 19 czerwca 2016(dts)  |
| Rekord Australii i Oceanii | Stuart Rendell          | 79,29 | Varaždin  | 6 lipca 2002(dts)     |
| Rekord Azji                | Kōji Murofushi          | 84,86 | Praga     | 29 czerwca 2003(dts)  |
| Rekord Europy              | Jurij Siedych           | 86,74 | Stuttgart | 30 sierpnia 1986(dts) |
| Listy światowe             | Wojciech Nowicki        | 81,92 | Oslo      | 15 czerwca 2023(dts)  |

## Wyniki

### Kwalifikacje
Awans: 77,00 m (Q) lub 12 najlepszych rezultatów (q).
Źródło: worldathletics.org.
| Pozycja | Grupa | Zawodnik                | Państwo           | Runda | Runda | Runda | Wynik | Uwagi |
| Pozycja | Grupa | Zawodnik                | Państwo           | 1     | 2     | 3     | Wynik | Uwagi |
| ------- | ----- | ----------------------- | ----------------- | ----- | ----- | ----- | ----- | ----- |
| 1.      | A     | Ethan Katzberg          | Kanada            | 81,18 |       |       | 81,18 | Q,    |
| 2.      | B     | Mychajło Kochan         | Ukraina           | 76,59 | 78,47 |       | 78,47 | Q     |
| 3.      | A     | Bence Halász            | Węgry             | 78,13 |       |       | 78,13 | Q     |
| 4.      | A     | Wojciech Nowicki        | Polska            | 78,04 |       |       | 78,04 | Q     |
| 5.      | B     | Paweł Fajdek            | Polska            | 77,98 |       |       | 77,98 | Q     |
| 6.      | B     | Rudy Winkler            | Stany Zjednoczone | 75,37 | 77,06 |       | 77,06 | Q     |
| 7.      | A     | Daniel Haugh            | Stany Zjednoczone | x     | x     | 76,64 | 76,64 | q     |
| 8.      | B     | Michalis Anastasakis    | Grecja            | x     | 73,43 | 75,76 | 75,76 | q     |
| 9.      | B     | Eivind Henriksen        | Norwegia          | 71,61 | 74,37 | 75,37 | 75,37 | q     |
| 10.     | A     | Gabriel Kehr            | Chile             | 75,10 | 72,88 | 73,63 | 75,10 | q     |
| 11.     | B     | Diego del Real          | Meksyk            | 73,28 | 74,91 | 73,30 | 74,91 | q     |
| 12.     | A     | Adam Keenan             | Kanada            | 74,56 | 72,97 | 73,32 | 74,56 | q     |
| 13.     | B     | Rowan Hamilton          | Kanada            | 71,81 | 70,42 | 74,14 | 74,14 |       |
| 14.     | A     | Christos Franddzeskakis | Grecja            | 74,05 | 73,30 | x     | 74,05 |       |
| 15.     | B     | Dániel Rába             | Węgry             | x     | 71,93 | 73,17 | 73,17 | SB    |
| 16.     | A     | Thomas Mardal           | Norwegia          | 72,40 | 73,13 | 72,62 | 73,13 |       |
| 17.     | B     | Aaron Kangas            | Finlandia         | x     | 72,15 | 72,96 | 72,96 |       |
| 18.     | B     | Serghei Marghiev        | Mołdawia          | 72,91 | 68,76 | 71,50 | 72,91 |       |
| 19.     | A     | Jerome Vega             | Portoryko         | 71,61 | x     | 72,87 | 72,87 |       |
| 20.     | B     | Humberto Mansilla       | Chile             | 72,32 | 72,80 | 72,01 | 72,80 |       |
| 21.     | B     | Joaquín Gómez           | Argentyna         | 68,66 | 72,77 | 68,57 | 72,77 |       |
| 22.     | A     | Sören Klose             | Niemcy            | 72,23 | x     | x     | 72,23 |       |
| 23.     | B     | Yann Chaussinand        | Francja           | x     | 72,17 | x     | 72,17 |       |
| 24.     | B     | Ragnar Carlsson         | Szwecja           | 70,94 | 72,02 | x     | 72,02 |       |
| 25.     | B     | Donát Varga             | Węgry             | x     | x     | 72,02 | 72,02 |       |
| 26.     | B     | Ronald Mencía           | Kuba              | 71,72 | 70,74 | x     | 71,72 |       |
| 27.     | A     | Aleksandros Pursanidis  | Cypr              | 71,63 | x     | 71,58 | 71,63 |       |
| 28.     | B     | Mostafa Hicham Al-Gamal | Egipt             | x     | 71,36 | x     | 71,36 |       |
| 29.     | A     | Denzel Comenentia       | Holandia          | 69,46 | x     | 70,16 | 70,16 |       |
| 30.     | A     | Konstandinos Zaltos     | Grecja            | 69,98 | x     | 69,67 | 69,98 |       |
| 31.     | A     | Alex Young              | Stany Zjednoczone | 69,10 | x     | 67,40 | 69,10 |       |
| 32.     | A     | Patrik Hájek            | Czechy            | 67,36 | 66,30 | 68,77 | 68,77 |       |
| 33.     | A     | Marcin Wrotyński        | Polska            | 67,57 | x     | 68,65 | 68,65 |       |
| 34 !    | B     | Merlin Hummel           | Niemcy            | x     | x     | x     | NM    |       |
| 34 !    | A     | Hilmar Örn Jónsson      | Islandia          | x     | x     | x     | NM    |       |

### Finał
Źródło: worldathletics.org.
| Pozycja | Zawodnik             | Państwo           | Runda | Runda | Runda | Runda | Runda | Runda | Wynik | Uwagi |
| Pozycja | Zawodnik             | Państwo           | 1     | 2     | 3     | 4     | 5     | 6     | Wynik | Uwagi |
| ------- | -------------------- | ----------------- | ----- | ----- | ----- | ----- | ----- | ----- | ----- | ----- |
| 01 !    | Ethan Katzberg       | Kanada            | 80,18 | 80,02 | x     | 79,82 | 81,25 | 81,11 | 81,25 | NR    |
| 02 !    | Wojciech Nowicki     | Polska            | 79,14 | 80,70 | 78,94 | 80,83 | 81,02 | 80,36 | 81,02 |       |
| 03 !    | Bence Halász         | Węgry             | 80,82 | x     | x     | 80,59 | 79,94 | x     | 80,82 | SB    |
| 4.      | Paweł Fajdek         | Polska            | 80,00 | x     | 77,06 | x     | x     | 77,99 | 80,00 | SB    |
| 5.      | Mychajło Kochan      | Ukraina           | x     | 77,41 | 79,34 | 78,37 | 79,59 | 79,52 | 79,59 | SB    |
| 6.      | Daniel Haugh         | Stany Zjednoczone | 76,07 | 77,38 | 75,66 | 78,64 | 74,83 | x     | 78,64 | SB    |
| 7.      | Eivind Henriksen     | Norwegia          | 75,85 | 77,06 | x     | x     | 76,81 | x     | 77,06 | SB    |
| 8.      | Rudy Winkler         | Stany Zjednoczone | x     | x     | 76,04 | x     | 75,83 | x     | 76,04 |       |
| 9.      | Gabriel Kehr         | Chile             | 75,99 | 75,54 | 74,24 | NQ    | NQ    | NQ    | 75,99 |       |
| 10.     | Michalis Anastasakis | Grecja            | 74,62 | 73,04 | 75,49 | NQ    | NQ    | NQ    | 75,49 |       |
| 11.     | Adam Keenan          | Kanada            | 74,49 | 73,96 | 72,58 | NQ    | NQ    | NQ    | 74,49 |       |
| 12.     | Diego del Real       | Meksyk            | 72,39 | 71,84 | 72,56 | NQ    | NQ    | NQ    | 72,56 |       |